# Герасимова Вікторія Олександрівна
Вікторія Олександрівна Герасимова (нар.. 9 травня 1979, Зволен, Чехословаччина (нині — Словаччина)) — російська актриса кіно і рекламних роликів, колишня ві-джей MTV Росія.
Внесена до «чистилища» бази «Миротворець».

## Біографія
Вікторія Герасимова народилася 9 травня 1979 року в місті Зволені (Чехословаччина) в родині військового, але вже в ранньому дитинстві переїхала з батьками до Радянського Союзу, в Калінінград. Після закінчення школи вступила до філії Гітісу (Театр антрепризи Валерія Лисенка), який закінчила у 2001 році за спеціальністю «актриса драматичного театру і кіно». Дипломна робота — головна роль у виставі «Венеціанський карнавал» за п'єсою Карло Гольдоні, яка була зіграна в обласному драматичному театрі. Після цього Герасимова переїхала до Москви, де працювала ведучою програм різних телеканалів, знімалася в рекламних роликах. З 2004 року знімається в кіно, переважно в серіалах виробництва Росії та України.

## Робота на радіо
- 1999—2000 — новини на радіостанції «ШОК» (Калінінград)

## Робота на ТБ
- 1999—2000 — «Кліп-арт» («Балт-ТБ»)
- 2003—2004 — ведуча прямого ефіру у програмі «РІКОР» (ТДК)
- 2004 — ведуча програми «Веселі бакси» (під псевдонімом Саша без прізвища) (РЕН-ТВ)
- 2004—2005 — ведуча прямого ефіру інтерактивних ігор (Муз-ТБ)
- 2005—2006 — ведуча програми «Питання, ще питання» (НТВ)
- 2006 — ведуча інтерактивної програми «Кіноманія» (ТБ-3)
- 2006 — ведуча програми «Операція?!» в інтерактивному блоці «Гра з телеглядачами» (РЕН-ТВ)[4]
- 2008—2009 — ведуча програми «News-блок» (під псевдонімом Віка Холодна) (MTV)
- 2010—н. ст. — ведуча реаліті-проекту «Школа виживання» (Росія-2 і Моя планета).
- 2011— ведуча програми «Новий ранок» (Сімка).

## Фільмографія
- 2004 — Удар лотоса 4: Алмаз — Марина
- 2004 — Холостяки
- 2005 — Аеропорт — пасажирка Лідочка
- 2005 — Діаманти для Джульєтти
- 2005 — Кримінальні ігри (епізод «Босонога принцеса») — слідчий Аліса Томіліна
- 2005 — Сищики районного масштабу
- 2006 — Була не була
- 2006 — Міський романс — Таня Соболь
- 2006 — Мій генерал — Юля
- 2006 — Формула зеро — круп'є Світлана
- 2006 — Богиня прайм-тайму
- 2006—2007 — Ангел-хранитель — Ірина Круглова
- 2007 — Міський романс 2 — Таня Соболь
- 2007—2010 — Слід (епізоди)
- 2008 — Висяки — лейтенант Людмила Чижик
- 2008 — Загальна терапія — вчителька історії Лариса Самойлова
- 2009 — Повернути на дослідування — Людмила Чижик
- 2009 — Одружити Казанову — Катя Альохіна
- 2010 — Глухар 3 (у восьми епізодах) — Ганна Сенцова
- 2010 — Відділ — інспектор у справах неповнолітніх, лейтенант / старший лейтенант міліції, Катерина Русакова
- 2010 — П'ятницький — інспектор у справах неповнолітніх старший лейтенант міліції /поліції Катерина Русакова
- 2010 — Звіробій 2 — Дівчина Ікс, агент Діна Ретова
- 2010 — Мент у законі 2 — Єлизавета Вершиніна
- 2010 — Загальна терапія 2 (у двох епізодах) — вчителька історії Лариса Самойлова
- 2010 — Одного разу в міліції (в одному епізоді)
- 2010 — Стройбатя — Ірина Єремєєва
- 2011 — Амазонки — Поліна Шмельова (у двох епізодах)
- 2011 — Метод Лаврової — Валерія Снітко (в епізоді «Викрадення»)
- 2011 — П'ятницький — інспектор у справах неповнолітніх старший лейтенант Катерина Русакова (у сімнадцяти епізодах)
- 2012 — Звіробій 3 — Дівчина Ікс, агент Діна Ретова
- 2012 — Сімейний детектив — Катя Свиридова
- 2012 — Охоронець 4 — Саша (в епізоді «Пустушка»)
- 2012 — П'ятницький. Глава друга — інспектор у справах неповнолітніх старший лейтенант / капітан Катерина Русакова
- 2013 — Звіробій 4 — Дівчина Ікс, майор Діна Ретова
- 2013 — Сімейний детектив 2 — Катя Свиридова
- 2013 — Людина нізвідки — Людмила Крутиліна
- 2013 — П'ятницький. Глава третя — інспектор у справах неповнолітніх капітан Катерина Русакова
- 2014 — На глибині — Олена, дружина Селіма
- 2014 — Панотець Матвій — Марина Осадча
- 2014 — Неспокійний ділянка — Ніна Баграмова, актриса
- 2014 — Косатка — Поліна Левкоева / Баранова
- 2016 — Вороніни — Альона (17-й сезон, 6-а серія)
- 2018 — Той, хто читає думки (Менталіст) — Єва Романова

## Нагороди та визнання
- 2005 — приз «Найкращий жіночий образ року» на фестивалі реклами за серію рекламних роликів жувальної гумки «Дірол»

## Громадська позиція
Вікторія Герасимова свідомо порушила державний кордон України з метою проникнення до окупованого Росією Криму. З осені 2014 до літа 2015 років вона брала участь у зйомках російського детективного серіалу «Саша добрий, Саша злий», які проходили в Севастополі.